# James Intveld
James Intveld är en rockabilly-sångare och låtskrivare från Los Angeles. Han är den som sjunger låtarna som Johnny Depps rollfigur sjunger i filmen Cry-Baby.
Han startade rockabillybandet The Rockin' Shadows tillsammans med sin bror Ricky och Pat Woodward. Hans bror och Pat Woodward blev erbjudna att spela med Ricky Nelson, och de dog även i en flygplansolycka tillsammans med Nelson. James spelade sologitarr med The Blasters från 1993 till 1995 då han lämnade The Blasters och fortsatte sjunga solo.

## Diskografi
Studioalbum, solo
- 1997 – Introducing James Intveld
- 2000 – Somewhere Down The Road
- 2008 – Have Faith

Som bidragande artist
- 2003 – Get Down With the Clown ("Bozo & Pals")
- 2013 – Have Harmony, Will Travel (med Carla Olson)

Soundtrack, div. artister
- 1990 – Cry Baby
- 1991 – Frankie & Johnny
- 2004 – A Dirty Shame

Samlingsalbum, div. artister
- 1999 – Popsquad Presents 1978
- 2002 – Dressed in Black: A Tribute to Johnny Cash
- 2005 – Lowe Profile: A Tribute to Nick Lowe

## Filmografi
- 1985 – Highway 66
- 1990 – Cry-Baby
- 1991 – The Indian Runner
- 1992 – Sandman
- 1993 – Elvis and the Colonel: The Untold Story
- 1993 – The Thing Called Love
- 1994 – Glory Days
- 1996 – Dangerous Hell
- 1998 – Fis Mol
- 1998 – Clay Pigeons
- 1998 – Fallen Arches
- 2004 – A Dirty Shame
- 2004 – Chrystal
- 2005 – Choppertown: The Sinners
- 2006 – Driftwood
- 2006 – Seven Mummies
- 2016 – The Last Note